# 月曜日は2限から
『月曜日は2限から』（げつようびはにげんから）は、斉藤ゆうによる日本の4コマ漫画作品。『ゲッサン』（小学館）にて、2013年1月号から2016年10月号まで連載された。

## あらすじ
校則が厳しいことで有名な宝成高校の1年生『居村草輔』は、校則違反の塊である不良生徒『咲野瑞季』との出会いをきっかけに、彼女の『悪友』として巻き込まれていく。

## 登場人物
居村 草輔（いむら そうすけ）
宝成高校1年。11月2日もしくは3日生まれ。洋平という兄がいる。
入学してから1度も校則を破ったことがない真面目な生徒であったが、瑞季と『悪友』として行動を共にするようになってからは瑞季の『世話係』として周囲に認識される反面、一緒になって悪さをしているとも噂されている。
運動神経と学業成績が共にそこそこ良く、体育祭では多くの種目で活躍したことから少数ではあるが不良のイメージを払拭するに至り、定期試験では多くの科目で高得点を取っている。また話術とピッキングに長け、瑞季や自身が教師に叱られた際には教師を巧くいなし、夜の学校に瑞季と忍び込んだ際には扉の解錠に成功している。
瑞季の足を引っ張る際にスカートの中身が見えないように顔を背けるなど紳士的ではあるが、瑞季の裸を想像したり依智子の体育着姿に興味を示すなど男子らしい一面もある。
周囲から瑞季と付き合っているのではないのかと噂されるたびに否定しているが、瑞季が体育祭の練習で怪我した時には真っ先に保健室に駆け付けている。
咲野 瑞季（さきの みずき）
宝成高校1年。両利き。胸の小ささを自虐する描写がある。
金髪に私服着用、遅刻の常習犯 と真面目な生徒が多い宝成において珍しい問題児。ルールに縛られたくない性格で何かと校則を破っては教師や風紀委員長の依智子に叱られている。そのため専用の私物検査マニュアルや報告書が存在する。
200メートル走で一着を取るなど運動神経は良い。しかし体育の授業の直後に熱中症で倒れる、脇腹を触らせた草輔に痩せすぎと言われる、騎馬戦を組んだ女子に思ったより軽いと思わせるなど、身体が弱い一面も見られる。
学業成績は悪く、一学期の中間・期末試験では共に補習を受けている。好きな科目は役に立つという理由から歴史と英語。卵かけご飯が嫌いで、草輔が朝食で食べていた際には顔が青ざめていた。ロビンという犬を飼っている。
草輔に自分達の関係を尋ねられた際には『大事な友達』と発言するも、屋上から「好きだ」と叫んだり、アプローチと思われる行動を何度も仕掛けるなど、草輔に対して好意を抱いてるかのような描写も見られる。
吉原 依智子（よしはら いちこ）
宝成高校2年。風紀委員長。瑞季からは「ちこちゃん」もしくは「ちーこちゃん」と呼ばれている。胸が大きく、瑞季に指摘されてからはブラジャーのサイズを下げている。
校則の厳しい宝成の中でも特に風紀に厳しく、クラスメイトが必要以上に怯えたり、校則を破った男子生徒が依智子に報告されそうになると土下座をしてまでそれを免れようとするなど学校中に恐れられる存在で、影では『法の番人』『孤高の存在』と呼ばれている。そのせいかクラスでは孤立しており、瑞季や草輔と親しくなるまでは友達と呼べる相手がいなかった。
瑞季の校則違反を取り締まるようになってからはそのたびに叱りつけたりするなど振り回されることが多く、勉強する時間がなく定期試験では赤点を取ったり、進路選択に集中して取り組めないなど被害を被ることもあるが、面倒見の良い性格もあってか、瑞季が寝ぐせを治さないまま登校した際には髪をとかしてあげり、瑞季に処分が下らないように教師を説得したりするなど、瑞季に対しては甘い面も見られる。
草輔とは当初は瑞季を更生させる『戦友』という関係だったが、瑞季に「草輔が口を付けた缶ジュース」 を差し出された際には動揺したり、草輔に宛てたメールを朝方まで考えるなど、草介に対して好意を持っている様子が見られる。
瑞季と連絡先を交換してからは頻繁にメールをするようになったが、実は瑞季のメールは妹の花が代筆しており、瑞季とメールの内容のことで話が噛み合わなくなるまでそのことには気が付かなかった。その後花と連絡先を交換している。
咲野 花（さきの はな）
瑞季の妹。中学生。瑞季からは「花さん」と呼ばれている。
瑞季とは違い、次の日の支度は前日から始め、朝はきちんと目を覚ますしっかり者。2巻23限目からは眼鏡をかけるようになった。
瑞季の代筆、後に花本人としてメールをし始めたことがきっかけで依智子のことを姉のように慕っている。
松下 七津（まつした なつ）
宝成高校新入生。進路を迷っていたところを、ふみに誘われ宝成高校に進学する。中学時代はロングヘアーだったが入学を期に校則にあわせてショートにする。真面目で目立つのが苦手で無口。しかし家では、ぬいぐるみの「気取りやペンギン」をキドリンと名づけてよく話しかけているらしい。
栗山 ふみ（くりやま ふみ）
宝成高校新入生。髪の色は茶色だが地毛。真に受けやすく流されやすい。記憶力は良い。ファンクラブがある。

## 書誌情報
- 斉藤ゆう『月曜日は2限から』 小学館〈ゲッサン少年サンデーコミックス〉、全7巻
  1. 2013年7月17日発行（2013年7月12日発売）、ISBN 978-4-09-124398-0
  2. 2014年2月17日発行（2014年2月12日発売）、ISBN 978-4-09-124602-8
  3. 2014年9月17日発行（2014年9月12日発売）、ISBN 978-4-09-125239-5
  4. 2015年3月17日発行（2015年3月12日発売）、ISBN 978-4-09-125757-4
  5. 2015年10月14日発行（2015年10月9日発売）、ISBN 978-4-09-126336-0
  6. 2016年4月17日発行（2016年4月12日発売）、ISBN 978-4-09-127196-9
  7. 2016年11月16日発行（2016年11月11日発売）、ISBN 978-4-09-127453-3